# Рац, Василий Карлович
Васи́лий (Ла́сло) Ка́рлович Рац (укр. Василь Карлович Рац, венг. Rácz László; 25 марта 1961, Фанчиково, Закарпатская область) — советский и украинский футболист, полузащитник и футбольный тренер. Выступал за сборную СССР по футболу. Мастер спорта СССР международного класса (1986). Заслуженный мастер спорта СССР (1986).

## Игровая карьера

### Клубная
В «Динамо» Киев пришёл в 1981 году. Год провёл в дубле, а в 1982 году дебютировал в Москве в матче против «Динамо», провёл на поле 90 минут. Рац признавался позже, что если бы так и не вышел в этом сезоне, то перешёл бы в московский «Спартак». У него уже была договорённость с Бесковым о переходе, но Лобановскому удалось узнать об этом и предупредить уход игрока.
Тем не менее, твёрдое место в основе Рац получил только во второй половине 1984 года, когда после некоторого перерыва в команду вернулся Лобановский. Со 2-го круга и до конца 1986 Рац провёл все матчи в чемпионате СССР без замен.
В начале 1989 года выехал в Испанию, где провёл 10 матчей в составе «Эспаньола» (контракт был на 3 месяца). По итогам сезона команда вылетела из высшей лиги и Рац вернулся в Киев. Позже он признавался, что по приезде он уже не испытывал удовольствия от игры, а в команде оставалось мало партнеров по «звёздному» составу 1986 года.
В конце 1990 года принял решение уйти из команды, самостоятельно тренироваться и добиться достойного контракта в западноевропейском клубе. Сам Рац был настроен уехать только в венгерские клубы. С помощью генерального консула Венгрии в Киеве на него стали выходить представители нескольких ведущих венгерских клубов с интересными предложениями.
В январе 1991 года Рац должен был отправиться в Будапешт, однако в ночь с 31 декабря на 1 января у него случился приступ паралича — отнялась левая половина тела, полтора месяца он провёл в клинике. Спустя некоторое время Рац выехал в Венгрию и прибыл в расположение «Ференцвароша». После многочисленных медобследований заключил с клубом контракт на два с половиной года. Дебютировал в составе только летом 1991 года. Рац признавался, что у него отсутствовала координация, мяч в ногах не держался, а от единоборств он постоянно падал. Полных матчей в Венгрии он практически не играл.
Тем не менее руководство клуба не расторгало с ним контракт, а помогало преодолевать Рацу трудности. Однако в итоге сам Рац, чувствуя огромную ответственность перед клубом, прервал контракт.

### В сборной
За сборную СССР провёл 47 матчей, забил 4 гола. В сборной дебютировал в конце 1985, а последний матч провёл на ЧМ-90. Автор ярких мячей в ворота сборной Франции на ЧМ-86 и сборной Голландии на Евро-88.

### После игровой карьеры
С 1993 года занимался в Венгрии бизнесом. Сначала был коммерческим директором фирмы «Ласло Рац» по странам СНГ, ездил на украинские заводы и закупал химическое сырье для производства полиэтилена. Затем основал собственную фирму «Рац и сыновья».
С конца 1996 года и до завершения сезона 1996/97 был в тренерском штабе «Ференцвароша» (второй тренер) при главном тренере Золтане Варге.
В 2007 году получил в Киеве тренерскую лицензию Pro и работал помощником Йожефа Сабо в «Динамо».
14 июня 2011 года был назначен старшим тренером молодёжного состава команды «Оболонь». С 31 октября по 26 ноября 2011 года являлся исполняющим обязанности главного тренера «Оболони». По его словам, «был вынужден покинуть „Оболонь“ из-за проблем со здоровьем», после чего уехал лечиться в Венгрию.

## Семья
Жена — Клара, племянница Иштвана Секеча. Сыновья Аттила (младший) — теннисист и Ласло — футболист.

## Достижения

### Командные
«Динамо» (Киев)
- Чемпион СССР (4): 1981, 1985, 1986, 1990
- Обладатель Кубка СССР (4): 1982, 1985, 1987, 1990
- Обладатель Суперкубка СССР (2): 1986, 1987
- Обладатель Кубка обладателей Кубков УЕФА: 1986

«Ференцварош»
- Чемпион Венгрии: 1992
- Обладатель кубка Венгрии (2): 1991, 1993

Сборная СССР
- Вице-чемпион Европы: 1988

### Личные
- В списках лучших футболистов Украинской ССР[укр.] (4): № 1 (1985, 1986, 1988), № 3 (1984)
- В списке 33-х лучших футболистов СССР (4): № 1 (1986), № 2 (1985, 1988), № 3 (1987)
- Мастер спорта СССР международного класса (1986)
- Заслуженный мастер спорта СССР (1986)
- Орден «За заслуги» ІІІ степени (2016)[5]